# شهرستان آرلن (بلژیک)
شهرستان ارلن  (به فرانسوی: Arlon) در استان لوکزامبورگ  در منطقه فدرال والوون در کشور بلژیک واقع شده‌است.

## شهرها
1. آرلن (بلژیک)
2. اتر
3. اوبانژ
4. مرتولانژ
5. مسانسی